# Greg Burke (journaliste)
Pour les articles homonymes, voir Greg Burke (homonymie) et Burke.
Greg Burke, né Gregory Joseph Burke le 8 novembre 1959, est un journaliste américain, directeur du Bureau de presse du Saint-Siège d’août 2016 au 31 décembre 2018.

## Enfance et études
Né à Saint-Louis le 8 novembre 1959 dans une famille catholique, il effectue sa scolarité dans un lycée jésuite. Diplômé de l’université Columbia en littérature comparée en 1983, il poursuit ensuite ses études auprès de la faculté de journalisme de cette même université,.

## Journaliste
Greg Burke travaille pour la United Press International, puis Reuters, avant d’être le correspondant à Rome du National Catholic Register puis de Fox News (à partir de 2001). Il a aussi collaboré pour l’hebdomadaire Time. Membre numéraire de l’Opus Dei, il a fait vœu de célibat.

## Au service du Saint-Siège
En 2012, il accepta, après deux refus, le rôle de conseiller en communication pour le Saint-Siège auprès de la Secrétairerie d’État,,. En décembre 2015, il est nommé par le pape François au poste de directeur adjoint du Bureau de presse du Saint-Siège à compter du 1er février 2016. Il succède au jésuite Federico Lombardi comme directeur le 1er août 2016. Après Joaquín Navarro-Valls, c’est de nouveau à un laïc, et un membre de l’Opus Dei, que revient cette fonction. Il est secondé par la journaliste espagnole Paloma García Ovejero, première femme à occuper le poste de vice-directeur,,. Il démissionne en même temps que Paloma García Ovejero, vice-directrice de la salle de presse, le 31 décembre 2018 alors que le pape procède à une vaste réforme des médias du Vatican.